# Omarr Norman-Lott
Omarr Norman-Lott (Sacramento, 11 marzo 2002) è un giocatore di football americano statunitense che milita nel ruolo di defensive tackle per i Kansas City Chiefs della National Football League (NFL).

## Carriera universitaria

### Arizona State
Nella sua prima stagione ad Arizona State nel 2020, Norman-Lott fece registrare un tackle. Nel 2021 mise a segno 30 placcaggi e 2 sack. Nel 2022 mise a referto 14 tackle, 2 sack e 2 passaggi deviati. a fine anno optò per cambiare istituto.

### Tennessee
Nel 2023 Norman-Lott si trasferì ai Tennessee Volunteers. Nel quarto turno della stagione 2023 fu sospeso per il primo tempo della gara contro UTSA, mentre nel secondo fece registrare il suo primo sack come Volunteer. Chiuse la stagione con 26 tackle, 5,5 sack e un fumble recuperato.

## Carriera professionistica

### Kansas City Chiefs
Norman-Lott fu scelto nel corso del secondo giro (63º assoluto) del Draft NFL 2025 dai Kansas City Chiefs.